# Latte di asina
Il latte di asina è il latte prodotto dalla specie asinina (Equus asinus).

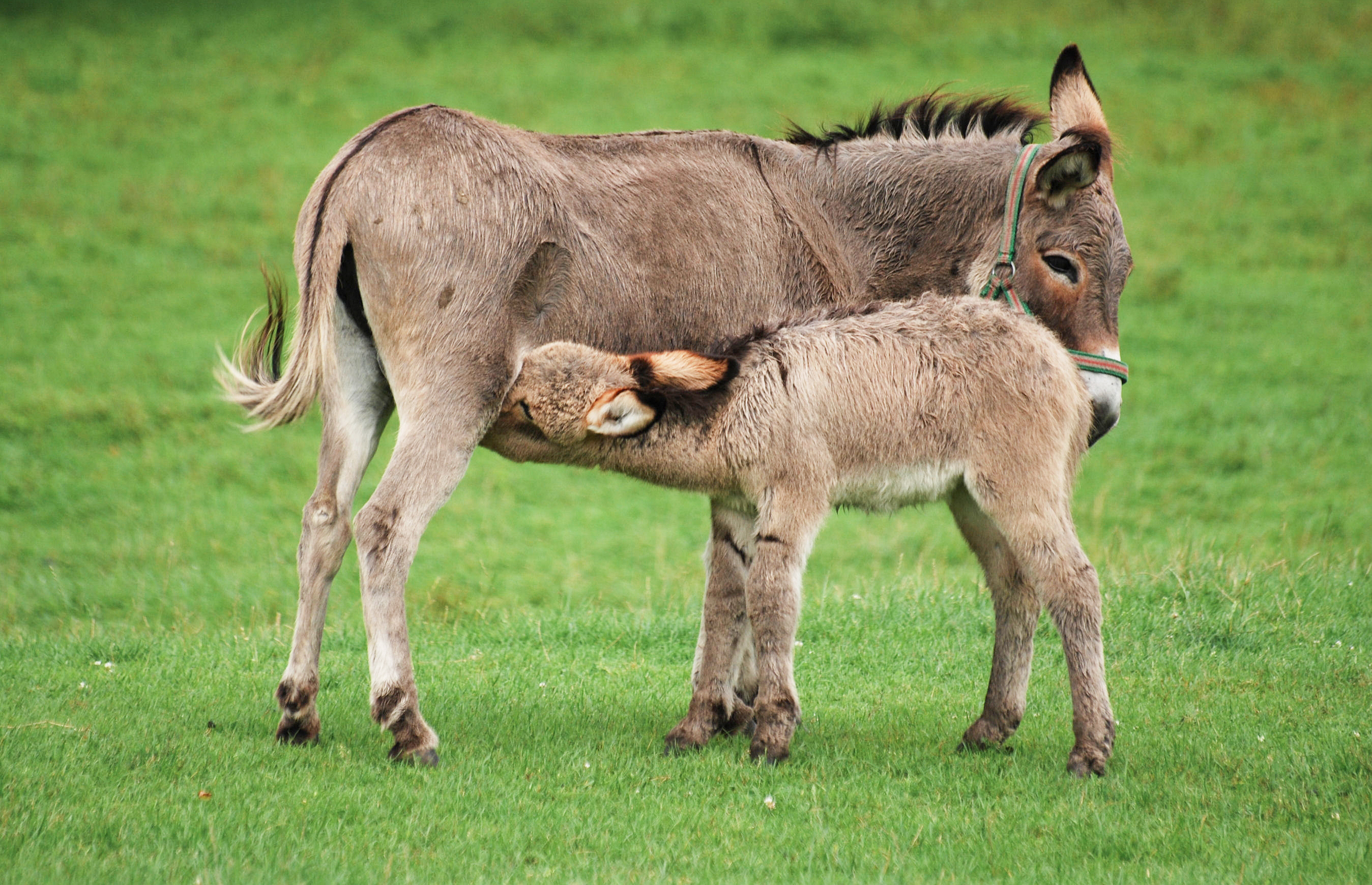
Asina che allatta

## Storia
Ippocrate (460-370 a.C.), il padre della medicina, è stato il primo a descrivere le virtù medicinali del latte d'asina. In epoca romana il latte di asina era utilizzato come un comune rimedio: Plinio il Vecchio (23 - 79 d.C.), nella sua opera enciclopedica Naturalis historia, ne ha ampiamente descritto i benefici per la salute. Tuttavia, bisognerà attendere il Rinascimento per una prima vera considerazione scientifica del latte di asina da parte dei saggi del tempo.
Il famoso naturalista francese Georges-Louis Leclerc (1707- 1788) riportò i benefici del latte di asina nella sua Histoire naturelle e Paolina Bonaparte (1780-1825), sorella di Napoleone, riferì di aver utilizzato latte d'asina per uso cosmetico.
Sempre nella Francia del XIX secolo, ad opera del Dottor Parrot dell'Hôpital des Enfants Assistés si diffuse la pratica di avvicinare i neonati orfani direttamente al capezzolo dell'asina (Bulletin de l'Académie de médecine, 1882).
Il latte di asina venne poi venduto fino al XX secolo per alimentare i neonati orfani e per i bambini debilitati o per i malati e gli anziani. Per questo motivo, in Italia, Belgio, Germania e Svizzera nacquero diverse asinerie.
Attualmente la comunità scientifica eredita da tale tradizione storica l'importanza del latte di asina come sostituto del latte umano, studiandone le potenzialità, al fine di utilizzarlo con giusto metodo.

## Produzione
La specie asinina, alle latitudini italiane, può essere considerata una specie poliestrale continua. La durata della gestazione è di circa 12 mesi.
La produzione del latte d'asina è limitata in confronto alle altre specie lattifere. La ghiandola mammaria degli Equidi ha una bassa capacità contenitiva (ca 4-5 L) in aggiunta una parte della produzione di latte deve essere lasciata al puledro, difatti la mungitura può essere effettuata solo due o tre ore dopo la separazione dal puledro. Le asine possono essere munte da 20 a 90 giorni dopo il parto per tre volte al giorno. Una femmina può dare circa 0,5 -1,3 litri di latte al giorno per circa 6-7 mesi.
La variabilità della produzione è dovuta a molti fattori, come la variabilità individuale, la razza, la gestione dell'alimentazione, della riproduzione e della mungitura.
In generale, le fattorie finalizzate alla produzione di latte di asina sono piccole e poco numerose. In Europa e precisamente in Emilia-Romagna esiste una sola grande fattoria, che conta 800 capi.

## Composizione
Il latte d'asina è, insieme al latte di giumenta, il latte più simile al latte materno umano con, in particolare, un basso tenore lipidico ed un elevato tasso di lattosio.

### Composizione centesimale
| Composizione del latte di asina, cavalla, umano, vacca |           |           |           |           |
| Parametro                                              | Asina     | Cavalla   | Donna     | Vacca     |
| pH                                                     | 7.0 – 7.2 | 7.18      | 7.0 – 7.5 | 6.6 – 6.8 |
| Proteine g/100g                                        | 1.5 – 1.8 | 1.5 – 2.8 | 0.9 – 1.7 | 3.1 – 3.8 |
| Grassi g/100g                                          | 0.3 – 1.8 | 0.5 – 2.0 | 3.5 – 4.0 | 3.5 – 3.9 |
| Lattosio g/100g                                        | 5.8 – 7.4 | 5.8 – 7.0 | 6.3 – 7.0 | 4.4 – 4.9 |
| Solidi Totali g/100 g                                  | 8.8-11.7  | 9.3-11.6  | 11.7-12.9 | 12.5-13.0 |
| Caseine g/100g                                         | 0.64-1.03 | 0.94-1.2  | 0.32-0.42 | 2.46-2.80 |
| Siero proteine g/100g                                  | 0.49-0.80 | 0.74-0.91 | 0.68-0.83 | 0.55-0.70 |
| NPN g/100 g                                            | 0.18-0.41 | 0.17-0.35 | 0.26-0.32 | 0.1-0.19  |
| % Caseine                                              | 47.28     | 50        | 26.06     | 77.23     |
| % Sieroproteine                                        | 36.96     | 38.79     | 53.52     | 17.54     |
| % NPN (azoto non proteico)                             | 15.76     | 11.21     | 20.42     | 5.23      |

### Componenti funzionali e bioattivi
Tra le proteine funzionali rilevate nel latte d'asina si segnalano in particolare il lisozima e la lattoferrina, note per la loro attività antimicrobica. Il contenuto di lattoferrina del latte d'asina è intermedio tra il valore riportato nel latte di vacca e quello più alto riportato nel latte materno. La lattoferrina inibisce la crescita di batteri ferro-dipendenti presenti nel tratto gastrointestinale. Il lisozima nel latte d'asina è presente in grandi quantità, intorno a 1,0 mg/ml o 4 mg/ml, a seconda del metodo analitico utilizzato, rispettivamente chimico o microbiologico. Questa sostanza è presente anche nel latte materno (0,12 mg/ml ), ma solo in tracce nel latte vaccino e caprino. Il lisozima nel latte d'asina è altamente termostabile ed è molto resistente agli acidi e alle proteasi e può svolgere un ruolo positivo nella risposta immunitaria intestinale. L'attività del lisozima è intensa soprattutto contro i batteri Gram-positivi. Esso promuove anche la crescita della flora intestinale, costituisce un fattore stimolante e ha funzioni anti-infiammatorie. Nel latte di asina, come in quello di cavalla, si trovano notevoli quantità di molecole bioattive, come gli oligosaccaridi sialilati, in quantità superiori a quanto riscontrabile nel latte bovino, mentre la loro presenza nel latte umano ha un'azione antinfettiva e costituisce un fattore stimolante il sistema immunitario del neonato. Il latte equino inoltre presenta un buon contenuto in acidi grassi insaturi ed un buon rapporto tra acido linoleico ed acido linolenico.

## Uso alimentare

### Latte ipoallergenico tradizionalmente utilizzato per lattanti con allergia alle proteine del latte vaccino
Il latte d'asina spesso è usato come un latte ipoallergenico, in alternativa alle formule artificiali ipoallergiche,  perché è tollerato da circa il 90% dei bambini con allergie alle proteine del latte vaccino (CMPA); un'allergia alimentare comune nell'infanzia con una prevalenza di circa il 3 % durante i primi 3 anni di vita.  Tuttavia la tolleranza del lattante al latte d'asina deve essere valutata prima soggettivamente, sotto controllo medico e dopo aver effettuato specifici test allergologici.
È preferito alle formule ipoallergeniche di soia o prodotte da idrolizzati proteici perché ha un sapore gradevole e non provoca allergie in alcune persone che hanno anche reazioni allergiche alle proteine di soia o agli idrolizzati proteici.

### Latte per lattanti
Il latte d'asina è considerato storicamente come il latte di origine animale più vicino a quello della donna. È simile al latte umano per il suo contenuto di lattosio, proteine, minerali, aminoacidi. tuttavia il contenuto medio di grassi è inferiore.
Quando viene utilizzato nella nutrizione infantile in modo consistente prima dello svezzamento, a causa del suo basso contenuto di grassi, per imitare il latte materno, dovrebbe essere integrato con integratori di acidi grassi essenziali (omega-3; omega-6) e olio vegetale certificati per neonati oppure più semplicemente direttamente con l'aggiunta di formule artificiali per lattanti; questo aspetto è importante per escludere la presenza di spore di batteri patogeni che possono attraversare la mucosa gastrica non ancora ben formata nei primi 4-5 mesi di vita. Dal punto di vista nutrizionale invece è noto che gli acidi grassi omega-3 e omega-6, in particolare l'acido docosaesaenoico (DHA), svolgono un ruolo essenziale nello sviluppo del cervello e della retina. Per i bambini che non sono allergici al latte di vacca o capra, il contenuto in grassi dopo dei 4-5 mesi può essere compensata naturalmente con circa il 2% di burro di vacca o capra e con circa il 2% di olio extravergine di oliva.
Dal punto di vista igienico-sanitario il latte d'asina, come tutti i latti, deve essere pastorizzato prima dell'assunzione; il processo di pastorizzazione del latte d'asina disattiva i contaminanti batterici e virali.
Il latte d'asina contiene composti che potenziano il sistema immunitario (in particolare lisozima e lattoferrina) per aiutare a proteggere i bambini dalle malattie. Inoltre, il sapore e l'aspetto del latte d'asina sono attraenti per i bambini.

### Integratore alimentare
Il latte d'asina è consigliato per contrastare l'acidità di stomaco, favorire la crescita della flora intestinale, calmare tosse e pertosse (anche nota come tosse asinina) e nel trattamento dei disturbi immuno-mediati.

## Forme commerciali

### Latte d'asina crudo
Latte d'asina munto e raffreddato a temperatura di refrigerazione. Secondo la normativa europea, come tutti i latti di origine animale, deve essere pastorizzato prima di essere utilizzato cioè va cotto fino a circa 90 °C per almeno 2 min.
Il latte crudo si conserva per 3 giorni a temperatura di frigorifero a partire dal giorno di mungitura. Per prolungare la conservazione è possibile congelare il latte crudo fino a 2-3 mesi. In ogni caso va scongelato in frigorifero e pastorizzato prima dell'uso.

### Latte di asina in polvere (liofilizzato)
Il latte d'asina può essere liofilizzato per preservare la qualità biologica del latte, preservandone così le proprietà nutritive, funzionali e cosmetiche.

### Latte d'asina fermentato (kumis)
L'uso del latte di equino fermentato è un'antica tradizione dell'Asia centrale, come il kumis o airag, un latte di cavalla fermentato molto diffuso in Asia e Russia; ma esistono anche varianti tradizionali a base di latte d'asina.

## Uso cosmetico
Si narra che Cleopatra, regina dell'Antico Egitto, solesse immergersi in latte d'asina per mantenere intatta la sua avvenenza e conservare lo splendore della propria pelle. La leggenda dice che occorrevano ben 700 asine per fornirle la quantità di latte necessaria ai suoi bagni di bellezza quotidiani.

Così pare che facesse anche Poppea (v. 30-65), seconda moglie dell'imperatore romano Nerone, come riferiva Plinio il Vecchio, descrivendo le virtù di questo latte per la pelle: 
Paolina (1780-1825), sorella di Napoleone Bonaparte, avrebbe anch'essa utilizzato il latte d'asina per mantenere la bellezza della propria pelle.
Il latte d'asina è tuttora adoperato per produrre saponi e creme idratanti. Per gli allevatori è una fonte di reddito che viene a completare i proventi tratti dall'allevamento o dal noleggio degli asini per le escursioni.

## Medicina tradizionale
Gran parte dell'uso  "medicinale" del latte equide (asina e cavalla) si basa sulla tradizione. L'accuratezza e la chiarezza dei risultati che si possono ottenere con il metodo scientifico sono certamente da apprezzare, però, spesso mancano studi scientifici sul latte equide in merito agli effetti benefici verso alcune patologie. Si definisce medicina popolare o medicina tradizionale quella che segue le tradizioni e non il metodo scientifico ed è l'insieme delle pratiche mediche precedenti all'avvento della medicina industriale (fondatasi col costituirsi delle grandi aziende farmaceutiche). Il metodo scientifico ha punti deboli e limitazioni tanto quanto qualsiasi altro metodo, quindi nel frattempo i dati che derivano dall'esperienza culturale non vanno sottovalutati.Molte di queste pratiche si sono radicate nella conoscenza e nella tradizione popolare.  I primi documenti scritti che riportano gli effetti nutritivi e "curativi" del latte di equide risalgono a ca 2000 anni fa.
Infatti, già Erodoto nel V secolo a.C. lo menziona come una bevanda nutriente. Ippocrate (460-370 aC), il padre della medicina, fu il primo a descrivere le virtù medicinali del latte d'asina. Prescriveva il latte d'asina per numerosi disturbi, come problemi al fegato, edemi, sangue dal naso, avvelenamenti, malattie infettive, guarigione delle piaghe e febbri. In epoca romana il latte d'asina era utilizzato come rimedio universale: Plinio il Vecchio (23–79 d.C.), nella sua opera enciclopedica Naturalis Historia, ne ha ampiamente descritto i benefici per la salute. In particolare, Plinio scrive circa 54 usi medicinali del latte d'asina, che vanno (spaziando) dal suo uso come antiveleno o come sollievo per irritazioni esterne (prurito) all'uso di esso in una pomata (unguento) per gli occhi. Afferma che il latte d'asina è il più efficace come medicinale, seguito dal latte di mucca e poi dal latte di capra. Durante il Rinascimento il latte d'asina fu oggetto di una prima vera considerazione scientifica da parte dei saggi dell'epoca, quando Francesco I, re di Francia, su consiglio dei suoi medici, utilizzò il latte d'asina per riprendersi da una lunga malattia. Ci sono varie testimonianze sull'efficacia del latte d'asina. Il famoso naturalista francese Georges-Louis Leclerc (1707–1788) sottolineò i benefici del latte d'asina nella sua Histoire Naturelle.
Alcuni effetti sono stati anche supportati da studi sistematici e scientifici a partire dalla metà dell'800 soprattutto da parte dei medici russi.
Vale la pena ricordare che il latte d'asina e quello di cavalla sono molto simili quindi si presume che abbiamo proprietà simili perciò per le conoscenze basate sulla tradizione spesso si parla indistintamente di latte d'asina e di giumenta (latte equide)
Gli effetti benefici del latte equide, dalle prime fonti storiche fino ai giorni nostri, sono rivolti a:
• polmoni e l'intero apparato respiratorio
• intero apparato digerente compreso il fegato
• metabolismo
• pelle, direttamente e indirettamente attraverso l'intestino
• organi ematopoietici
Veniva generalmente descritto come un alimento in grado di rigenerare un organismo indebolito, emaciato, impoverito in tempo insolitamente breve consentendo al corpo di raggiungere una migliore resistenza. Veniva utilizzato dai popoli equestri asiatici (mongoli) spesso come unica fonte di cibo per lunghi periodi di tempo e durante sforzi fisici elevati, senza che l'organismo sviluppasse sintomi di carenza. Sotto Gengis-chan, i Mongoli fondarono il più grande impero mondiale mai esistito. Si muovevano sui loro cavalli attraverso le steppe, i deserti e le montagne e coprivano distanze che richiedevano settimane di viaggio in pochi giorni e per lunghi periodi vivevano principalmente del latte delle loro cavalle, sia fresco che fermentato (kumys). Intorno al 1850, vari medici russi osservarono le abitudini dei pastori della steppa della Baschiria. Hanno riferito che il Basic e tartari trascorrevano l'inverno in condizioni ambientali molto sfavorevoli, con temperature fino a meno 60 °C, forti tempeste invernali e cibo molto scarso o nullo. I nomadi indeboliti riprendevano le loro forze insolitamente rapidamente non appena si nutrivano di latte di giumenta. I medici russi osservarono nel XIX secolo che la Tubercolosi era praticamente inesistente tra i nomadi delle steppe. I medici lo attribuivano al latte di giumenta fermentato come alimento principale del popolo della steppa. Quando questo divenne noto in Russia, iniziò una migrazione di malati di tubercolosi dalla Russia alle steppe asiatiche. Il trattamento fu inizialmente "selvaggio", senza controllo medico. Dal 1850 furono fondati i primi sanatori e le cure furono orientate secondo linee sistematiche, medico-scientifiche, comunque 'importanza del trattamento con il kumys della tubercolosi in Russia durò fino al 1970 circa, poi è stato gradualmente sostituito dalla moderna medicina. Il trattamento di kumys è stata però la terapia della tubercolosi più efficace per molti anni. Il trattamento con il kumys e latte di cavalla è stato esteso ad altre malattie in Russia e Kazakistan nel corso dei decenni: malattie non tubercolari dell'apparato respiratorio (es polmonite, tutte le forme di bronchite ), malattie dell'apparato digerente (infiammazioni e ulcere dello stomaco e del duodeno, malattie infiammatorie croniche intestinali), malattie del fegato (tutte le forme di infiammazione del fegato ed epatite fino alla cirrosi epatica, dislipidemia), varie forme di anemia, tutte le forme di malattie debilitanti ed estenuanti, indipendentemente dalla causa (ad es. operazioni importanti, cancro, ustioni, immunodeficienze) nonché più rare e in misura minore concomitanti con malattie chirurgiche, ginecologiche, urologiche, sia negli adulti che nei bambini. Le barriere linguistiche e le differenze culturali impediscono ancora oggi uno scambio tra l'area culturale occidentale e queste culture tuttavia La Russia e il Kazakistan stanno ancora conducendo ricerche scientifiche sugli effetti del latte equide e del kumys sugli esseri umani.
Postnikov, un medico russo che dedicò tutta la sua vita alla ricerca e all'utilizzo del latte equino a metà XIX secolo, ne riassunse gli effetti in tre parole:
- Nutre: dà al corpo la capacità di assorbire e utilizzare meglio il cibo.
- Rafforza: rafforza e stimola l'attività funzionale degli organi.
- Modifica: cambia, rinnova le funzioni del metabolismo nel corpo verso sano e normale.